# Luis Fernando Paz
Luis Fernando Paz Vargas (San Javier, 9 de junio de 2004) es un futbolista boliviano. Juega como defensa en Bolívar de la Primera División de Bolivia.

## Trayectoria

### Bolívar
Debutó profesionalmente en el primer equipo de Bolívar el 7 de agosto de 2022, en la derrota 1-2 ante Nacional Potosí.

## Selección nacional

### Categorías inferiores
En 2023 fue nominado a la Selección de fútbol sub-20 de Bolivia para ser parte del equipo que disputó el Sudamericano Sub-20 de 2023 realizado en Colombia. En dicha competición, no participó de ningún compromiso.
| Torneo                      | Sede     | Resultado    | Partidos | Goles |
| --------------------------- | -------- | ------------ | -------- | ----- |
| Sudamericano Sub-20 de 2023 | Colombia | Primera fase | 0        | 0     |

### Selección absoluta
En 2024 recibió su primera convocatoria con la selección boliviana por Óscar Villegas para las eliminatorias al Mundial de 2026 para disputar la doble fecha de septiembre ante las selecciones de Colombia y Chile. Hizo su debut con la selección adulta el 5 de septiembre en la victoria de su selección 4-0 frente a Venezuela, entrando a los 75 minutos por Roberto Fernández.
En octubre volvió a ser convocado por Villegas para los partidos ante Colombia y Argentina, jugando ambos compromisos.

### Resumen
| Selección boliviana | Selección boliviana | Selección boliviana |
| Año                 | Partidos            | Goles               |
| ------------------- | ------------------- | ------------------- |
| 2024                | 4                   | 0                   |
| Total               | 4                   | 0                   |

## Clubes
| Club    | País    | Año           |
| ------- | ------- | ------------- |
| Bolívar | Bolivia | 2022-presente |

## Palmarés

### Torneos nacionales
| Título           | Club    | Año           |
| ---------------- | ------- | ------------- |
| Primera División | Bolívar | Apertura 2022 |
| Copa de la Liga  | Bolívar | 2023          |
| Primera División | Bolívar | 2024          |